# Zadná voda

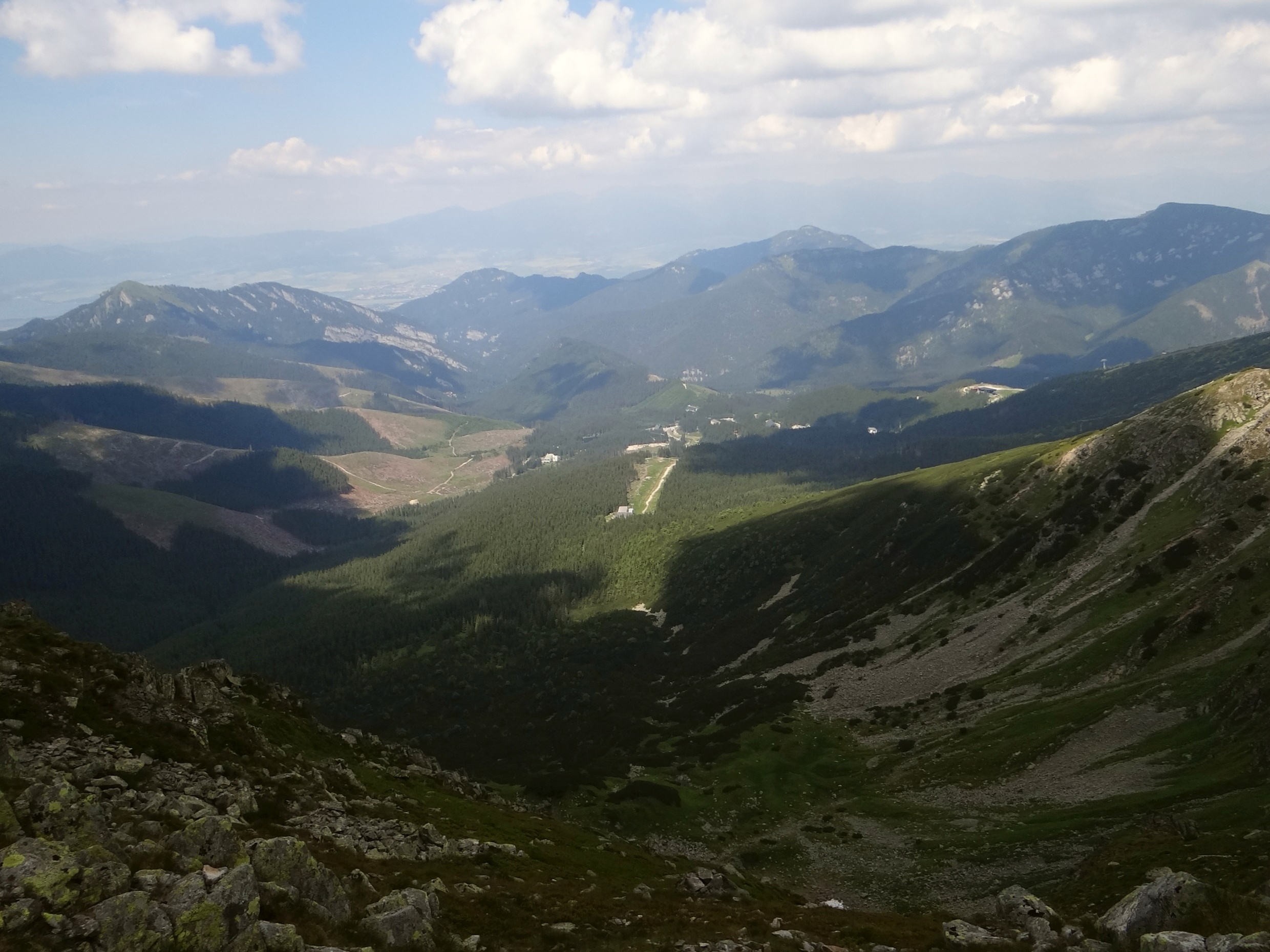
Widok z głównej grani na dolinę potoku Zadná voda

Zadná voda – potok, lewy dopływ Demianówki na Słowacji. Ma źródła na wysokości około 1650 m na północno-wschodnich stokach Poľany i przełęczy Poľany. Spływa w północno-wschodnim kierunku do Biela Púť (omija go w lesie po wschodniej stronie), tu zmienia kierunek na północny. Nieco powyżej parkingu przy Demianowskiej Jaskini Wolności uchodzi do Demianówki. Następuje to na wysokości około 850 m.
Dolina, którą spływa Zadná voda stanowi orograficznie lewe odgałęzienie Doliny Demianowskiej. Od zachodniej strony ograniczenie doliny Zadnej vody tworzy północno-wschodni grzbiet Poľany ze szczytami: Zákľuky, Bôr i Siná, od południa główny grzbiet Niżnych Tatr od Poľany po Chopoka, od wschodniej północny grzbiet Chopoka i  Ostredok. W zlewni Zadnej vody znajduje się polodowcowe jezioro Vrbické pleso. Wypływający z niego Otupný potok uchodzi do Zadnej vody.
Doliną Zadnej vody prowadzi kilka znakowanych szlaków turystycznych:
  Dolina Demianowska (parking przy Demianowskiej Jaskini Wolności) – Repiská – dolina Zadniej Wody – Vrbické pleso – Pod Orlou Skalou – Luková – Chopok. Czas przejścia: 4.25 h, ↓ 3.30 h
  Dolina Demianowska (parking przy Demianowskiej Jaskini Wolności) – Ostredok – Biela Púť – Vrbické pleso – Tri vody – Sedlo Poľany. Czas przejścia 4 h, ↓ 3  h
  Tri vody – Pod Orlou skalou. Czas przejścia: 35 min, ↓ 30 min